# Autostrada A315 (Franța)
Autostrada A315, Messine sau A315 este o scurtă autostradă franceză, ramură a autostrăzii franceze A4, care permite conectarea acesteia din Paris la RN431, centura ocolitoare de sud-est a orașului Metz.
Ea pornește de la un nod rutier parțial în comuna Mey cu A4, traversează ramura A314 cu un nod rutier parțial, apoi se termină la Metz-Borny la intersecția cu RN431, centura de ocolire sud-est a orașului Metz, pe care o continuă, și fosta RN3 (M603). Pe lângă rolul său de deservire locală, permite legătura între Nancy și Saarbrücken, ocolind orașul Metz prin sud.
Este concesionată către Sanef, dar rămâne gratuită, la fel ca partea din A4 care ocolește orașul Metz prin nord-est.

## Istoric
La data de 21 februarie 1973, întregul traseu al autostrăzii (A4 - RN431) a fost declarat de utilitate publică, iar declarația a fost prelungită la 20.02.1978 și 20.02.1981.
Punere în funcțiune
- 31.01.1987 : Secțiunea A314 - RN431 (prima bandă)
- 19.11.1990 : Secțiunea A4 - A314
- 31.08.1998 : Secțiunea A314 - RN431 (a doua bandă)

## Traseu
| De la A4 la RN431; secțiune gratuită concesionată către Sanef. | |      |
| A4 E25 E50                                                     | |      |
| Intersecție                                                    | Nod rutier între A4 și A315: Thionville, Luxemburg, Paris (nod rutier parțial).                                                                    | A4   |
| A315                                                           | |      |
| Intersecție                                                    | Nod rutier între A314 și A315: Strasbourg, Saarbrücken, Boulay-Moselle, Saint-Avold, Metz-centru, Metz-Borny, Metz-Vallières (nod rutier parțial). | A314 |
| Actipôle Metz - Borny                                          | Orașe deservite: Metz-centru, Courcelles-Chaussy, Metz-Vallières, Actipôle Metz - Borny (nod rutier parțial).                                      | M603 |
| A4 E315                                                        | |      |
| RN431                                                          | |      |